# Cyrille Korolevskij
Cyrille Korolevskij ou Karalevskij, né Jean François Joseph Charon à Caen le 16 décembre 1878 et mort à Rome le 19 avril 1959, appelé aussi un temps Cyrille Charon, est un ecclésiastique catholique français de rite oriental. Il est historien, bibliothécaire et orientaliste.

## Biographie
Après des études au séminaire Saint-Sulpice, il part pour l'Orient, et en 1902, par dispense pontificale, est ordonné prêtre dans l'Église grecque-catholique melkite (par le patriarche Cyrille VIII), adoptant le nom de Cyrille. Il est alors, pendant plusieurs années, au service du collège patriarcal grec-catholique de Beyrouth, et travaille en même temps sur l'histoire des Églises melkites (contributeur des Échos d'Orient).
En janvier 1908, il se rend à Rome et demande à passer sous la juridiction de l'Église grecque-catholique ukrainienne (alors dirigée par le métropolite Andrey Sheptytsky), ce qu'il obtient le 20 octobre 1909. La suite de sa carrière se déroule surtout à Rome, où il est affecté à la Bibliothèque vaticane comme collaborateur du cardinal Eugène Tisserant, puis consulteur de la Congrégation pour l'Église orientale.

## Publications

### Ouvrages
- (sous le nom de Cyrille Charon) Histoire des patriarcats melkites (Alexandrie, Antioche, Jérusalem) depuis le schisme monophysite du sixième siècle jusqu'à nos jours, ouvrage conçu en trois tomes, dont seuls les second et troisième parurent ; II : La période moderne (1833-1902), Rome, Fr. Dustet et M. Bretschneider, et Paris, P. Geuthner, 1910 ; III : Les institutions, Rome et Paris, 1911.
- « Documenti inediti per servire alla storia delle chiese italo-greche », Bessarione. Rivista di studi orientali, fasc. 120 (avril-juin 1912) et 123 (janvier-mars 1913).
- Le clergé occidental et l'apostolat dans l'Orient asiatique et gréco-slave, Paris, G. Beauchesne, 1923.
- « L'uniatisme : définition, causes, effets, étendue, dangers, remèdes », Irenikon 5-6, 1927, p. 129-190.
- Liturgie en langue vivante : Orient et Occident, Paris, Éditions du Cerf, 1956.
- Le prophète ukrainien de l'unité : Métropolite André Szeptyckyj (1865-1944), préface du cardinal Eugène Tisserant, Paris, F.-X. de Guibert, 2005.
- Kniga Bytija Moego. Le livre de ma vie. Mémoires autobiographiques, texte établi, édité et annoté par Giuseppe M. Croce, Cité du Vatican, Archives secrètes, 2007, cinq tomes (I : 1878-1908 ; II : 1908-1919 ; III : Documents, 1900-1926 ; IV : Documents, 1927-1964 ; V : Bibliographie, tables et index)[1].

### Traduction
- Les saintes et divines liturgies de nos saints pères Jean Chrysostome, Basile le Grand et Grégoire le Grand (liturgie des présanctifiés) en usage dans l'Église grecque catholique orientale (traduction française), Beyrouth, A. Coury, et Paris, A. Picard et fils, 1904.